# Kolorowe ołówki
Kolorowe ołówki (ros. Цветные карандаши, est. Värvipliiatsid) – radziecki krótkometrażowy film animowany z 1973 roku w reżyserii Avo Paistika.

## Fabuła
Kolorowe ołówki malują barwne obrazki, które ożywiają w najprzeróżniejszych scenkach. Czarny ołówek – psotnik zabarwia na czarno piękne owoce, a słoneczny krajobraz zakrywa chmurami.